# Eurythyrea tenuistriata
Eurythyrea tenuistriata es una especie de escarabajo del género Eurythyrea, familia Buprestidae. Fue descrita científicamente por Lewis en 1893.